# فضل الله هنيدي
فضل الله هنيدي  (1876 - 4 أغسطس 1926) هو ثوري ومجاهد سوري وأحد زعماء الجبل ضد الانتداب الفرنسي علي سوريا.

## حياته ونشأته
فضل الله بن هزيمة هنيدي. ولد في 1876 في قرية المجدل التابعة للسويداء السورية، تعلم القراءة والكتابة فيها، ثم درس في الآستانة.
تميز بإخلاصه الوطني، واشتهر بنزعته القومية.
كان مناوئاً للاحتلال العثماني، وعضواً في جمعية العربية الفتاة، الداعية إلى تحرير بلاد العرب من العثمانيين.

## بداية
عام 1910م اشترك في مواجهة حملة سامي باشا الفاروقي، في حربه مع أهالي الجبل.
في حديثه عن حملة سامي باشا، قال سلطان الأطرش: إن الجبل أصبح موئلاً لأحرار العرب في بداية القرن المنصرم. وبعد لجوء سلطان بن الرشيد إليه عام 1906م إذ احتضنه أهالي الجبل وتعهدوا بحمايته، تذرع العثمانيون بحجج واهية لتبرير حملة سامي باشا، وأن الحكام العثمانيين في دمشق والآستانة، باتوا يتخوفون من إثارة حماسة أحرار العرب، وتقوية حركتهم القومية التي بدأت تنشأ عصرئذٍ. فلجؤوا إلى إثارة الأحقاد الدينية، واستغلال الحوادث التي كانت تقع بين الدروز وجيرانهم الحوارنة، وإلصاق التهم الباطلة بالدروز، ونعتهم بالكفرة الملحدين المتمردين على الخلافة، وغير ذلك... فجردوا حملة من ثلاثين ألف جندي، بقيادة سامي باشا الفاروقي، لإخماد ثورة الجبل، فتوجه من درعا إلى السويداء، ودخلها في 25 أيلول سنة 1910م. وكان الدروز قد أخلوها ونقلوا أسرهم ومواشيهم إلى البادية في الشرق ليفرغوا لمواجهة العدو. وقد اتخذوا من قريتي: الكفر، ومفعلة، مركزين لهم، وكان سلطان الأطرش في المجموعة المتمركزة في الكفر، فوجه سامي باشا حملتين إليهما، فخسر في الكفر أكثر من ألف جندي، وقتل قائد الحملة. واستشهد مائة مجاهد. أما في مفعلة فقد خسر أكثر من خمسمائة. مما جعله يستنجد بالشيخ حسين طربيه ليوقف القتال، ويتمكن من نقل المحاصرين من جنده. لكن الشيخ حسين اعتذر عن تلبية طلبه.
كانت دار فضل الله هنيدي مفتوحة، يؤمها أحرار الوطن الثائرون على الحكم العثماني. وممن قدموا إليها من أحرار دمشق: محمد وجميل وعبد القادر الجزائري، وعمر وسعيد أحفاد المجاهد عبد القادر الجزائري.
في اجتماع الكراع، في البادية إلى الشرق من قرية الرضيمة، الذي دعا إليه سلطان الأطرش، قبيل إعلان الثورة على العثمانيين. انتخب سلطان الأطرش قائداً عاماً لثوار الجبل، فضل الله هنيدي قائداً للمنطقتين الشمالية والغربية، وحسين نايف الطرش قائداً للمنطقة الجنوبية.
حينما قامت الثورة العربية الكبرى ضد العثمانيين، بقيادة الشريف الحسين بن علي عام 1916م. كان فضل الله هنيدي في مقدمة الثائرين المناصرين لها، واتجه إلى العقبة مع ثوار الجبل.
في 30 أيلول سنة 1918م كان أحد فرسان الجبل الذين دخلوا دمشق بقيادة سلطان الأطرش، قبل وصول الجيش الفيصلي، ورفعوا العلم العربي فوق دار الحكومة.
و قد ذكر ذلك حنا أبي راشد بقوله: (وبعد ذلك توجهوا جميعاً إلى دمشق، وعند وصولهم إلى قرب دير علي، الذي يبعد عن دمشق ثلاث ساعات، التقوا بطليعة الجيش التركي، بقيادة رضا باشا الركابي، وهناك جرت بينهما موقعة دموية، غنم فيها الجيش الذي يقوده سلطان باشا الأطرش 21 مدفعاً, مع ذخائر حربية كثيرة. وقتلوا عدداً كبيراً من الأتراك، وساقوا الأسرى أمامهم... وكان للدروز في هذه الموقعة يد بيضاء على الاستقلال المنشود، وعندها وصل فضل الله باشا هنيدي ورجاله، ونسيب بك نصار ورجاله، ومتعب بك الأطرش ورجاله. ودخل الجميع آمنين إلى دمشق ).
بعد دخوله دمشق، منح فيصل بن الحسين كلاً من: سلطان الأطرش، حسين الأطرش، فضل الله هنيدي، لقب باشا.
منح لقب أمير لواء من قبل قائد الجيوش العربية الشمالية. هذا نصه:
( حضرة الوطني المحترم فضل الله هنيدي:
لقد وجهنا إليكم رتبة أمير لواء لترتدوها حين الاقتضاء نظراً لمواقفكم الوطنية) تحت رقم \ 1830 \ تاريخ 28\12\ 1919م.
قيادة الجيوش الشمالية – الشريف فيصل بن الحسين.
في شهر أيلول عام 1919م سافر الأمير فيصل إلى أوروبا للمرة الثانية، وعاد حاملاً مشروع الاتفاق مع فرنسا إثر تخلي بريطانيا عنه وانسحاب قواتها من سورية. وقد ذهب سلطان الأطرش لاستقباله في بيروت، على رأس وفد من الجبل، كان فضل الله هنيدي أحد أعضاء هذا الوفد مع الشريف ناصر وعبد الكريم عز الدين وإبراهيم الزعبي، حيث كان فيصل منقبض الصدر. وكان سلطان الأطرش معارضاً لهذا المشروع، وقد أعرب عن ذلك بقوله للأمير فيصل: لا جدوى من التفاهم مع الفرنسيين.
و قبل مغادرة سلطان الأطرش ورفاقه بيروت، اقترح فضل الله هنيدي أن يزوروا الجنرال غورو في قصر سرسق للتعرف عليه، بعد أن سمعوا عنه الشيء الكثير، ولكي يسمعوا منه عن الأوضاع الراهنة. وقد استقبلهم بحفاوة، وراح يحدق بسلطان الأطرش. وقد سأله إبراهيم الزعبي: ما مصير بلادنا الآن ؟ فأجاب: سورية لنا، ونحن والإنكليز متفقون.
كان عضواً في المجلس الإسلامي الفلسطيني.
كان عضواً في في المؤتمر السوري الفلسطيني.
عام 1920 تسلم منصباً كبيراً في إدارة العدلية بدمشق.
وحينما وردت أخبار تقدم القوات الفرنسية إلى دمشق، قبيل معركة ميسلون التي وقعت في 24 تموز عام 1920م. دعا سلطان الأطرش إلى اجتماع في بلدته القريا، تقرر فيه حشد الثوار في تلك البلدة والسير إلى دمشق للدفاع عنها. وحين وصول الثوار إلى قرية السجن، وصلهم خبر دخول الجيش الفرنسي إلى دمشق، وانسحاب الملك فيصل وحاشيته منها. وكان عدد ثوار الجبل حوالي ثلاثة آلاف من الفرسان والمشاة. وكان فضل الله هنيدي على رأس خيالة وبيارق المقرن الغربي. وذكر بعضهم أن طلائع هؤلاء الثوار قد وصلت بصر الحرير.
عام 1921م كان عضواً في أول مجلس نيابي درزي، حيث انتخب سليم الأطرش حاكماً, ونادوه أميراً.
عام 1922م بقي عضواً في المجلس النيابي، بعد تخفيض عدد أعضائه.
و قال سلطان الأطرش في هذا الصدد: (لقد كان طبيعياً, والحال هذه، أن يشتد ساعد كاربيه، وأن يستفحل خطره، فلا يعود يشعر بأي خوف أو حرج إذا ما أنهى مدة المجلس النيابي، وخفض عدد أعضائه إلى النصف، لتتاح له فرصة تعيين معظم أعضاء المجلس الجديد تعييناً, تحت ستار الانتخابات الصورية التي أجراها، وهو المجلس الذي أنهى فترة وكالته، وأقره حاكماً أصيلاً ).
أما أعضاء المجلس فهم: فارس ونجم وبرجس الأطرش، هايل ونجيب عامر، سعيد عز الدين، فضل الله هنيدي، محمد شرف، عبد الله الشعراني، محمد أبو عسلي، حمود جربوع، فهد الشومري، جاد الله سلام، إسماعيل الحجلي، داود نوفل، خليل الحداد، أسعد مرشد، عبد الله العبد الله، عبد الله الخوري، علي أبو الفضل، مسعود غانم، وشاهين العيد.
عام 1923 م زار المفوض السامي في بيروت، وحصل على تصريح بحمل مسدس وسيف. حسب ما ذكر حفيده فضل الله داود هنيدي.
في 5 نيسان سنة 1925م زار الجنرال سراي جبل الدروز، وشهد مراسم الاحتفال بعيد الاستقلال في السويداء. وأرادت المعارضة أن تغتنم الفرصة، فشكلت وفداً برئاسة الأمير حمد الأطرش لمقابلته والمطالبة بتغيير كاربيه. فرفض سراي مقابلة الوفد في السويداء، ثم طلب بأن يكون لقاؤهم به في دمشق، وقد تم ذلك. وكان فضل الله هنيدي أحد أعضاء ذلك الوفد.
و قد كان اللقاء محتدماً إذ طالبوه بتنفيذ اتفاقية أبي فخر – دي كيه، التي منها أن يكون حاكم الجبل من الدروز، إذ أنكر واستكبر، وقال: إنها حبر على ورق وأنه لا يعترف بها. وأنذر أعضاء الوفد بمغادرة دمشق، وإلا فسيكون مصيرهم النفي.
في أوائل شهر أيار سنة 1925م اتصلت قيادة الثورة بالزعيم الشهبندر، سراً في منزل قاسم الهيماني بدمشق، وتم الاتفاق على التعاون معاً لإقامة الثورة ضد الفرنسيين.
في 17 أيار سنة 1925م غادر كاربيه سورية إلى فرنسا، في إجازة مرضية لمدة شهرين، وتم تعيين الكابتن رينو وكيلاً عنه في حكومة جبل الدروز.
عام 1925 م تشكلت خمس لجان في الجبل لفض الخلافات العائلية والعشائرية، وتمكين الجبهة الداخلية ووحدة الصف. وعقدت اجتماعات متوالية في كافة أنحاء الجبل. وكان فضل الله هنيدي رئيس اللجنة الأولى بين هذه اللجان، التي كتبت عرائض وختمتها. وهذه العرائض تطلب من المفوض السامي الجنرال سراي، استبدال كاربيه حاكم الجبل، بالكابتن رينو. ثم قدموا عريضة استعفاء تتضمن تقديم الاستقالة وعدم تمكنهم من القيام بالأعمال إذا رفض طلبهم.
عام 1925م حضر فضل الله هنيدي مأتم كل من قفطان عزام، وحمود نصر. وحوّل كلاً منهما إلى مظاهرة وطنية ضد الفرنسيين، وحين قدوم سلطان الأطرش ومعه 400 خيال إلى هذين المأتمين، تحول المأتمان إلى مظاهرتين مسلحتين تهددان بإشهار السلاح ضد الفرنسيين.
قال فضل الله هنيدي رأيه في كاربيه: (أنا أرغب السلام ولكني لا أرغب الظالم، ولا أعلم ما هو سبب تمسك الجنرال سراي بأثواب كاربيه، مع أن الجبل بما فيه، طلب إبدال حاكم فرنسي ظالم بحاكم فرنسي عادل، وهل كلمة الاتحاد تكذب ؟ لا أعتقد، لأن الرأي العام اتفق على إفساد خطته، فكان الأولى بالحكومة الإفرنسية أن تسمع صوتنا.... وتعمل بإرادتنا... . )
كان ممن يعدون للثورة ضد الفرنسيين ويمهدون لها.
في شهر حزيران سنة 1925 م تشكل وفد يمثل الوطنيين في الجبل للتوجه إلى دمشق، للقاء الشهبندر، وكان هذا الوفد مؤلفاً من: نسيب ومتعب وصياح الأطرش، فضل الله هنيدي، نجم وسعيد وفواز عز الدين، أسعد مرشد، يوسف العيسمي. وقد عقد هؤلاء مع أخوانهم ممثلي القوى الوطنية في دمشق اجتماعين سريين في منزل الشهبندر، اتفقا فيهما على أن يقوم ممثلو دمشق بتجميع القوى الوطنية في دمشق وغيرها لمديد العون إلى الجبل ودعم الثورة فيه حين قيامها.
ثم بعث سلطان الأطرش بالمجاهد محمد كيوان، رسولاً إلى نسيب البكري والدكتور الشهبندر، حينما سمع أن هناك من يسعى إلى عقد اتفاق مع فرنسا. فاجتمع هؤلاء في دار آل البكري بحضور محمد كيوان، ثم عقدوا اجتماعاً آخر في دار عثمان الشرباتي. وقرروا إرسال وفد إلى جبل الدروز، لأجل الاتفاق مع سلطان الأطرش وزعماء الثورة على رسم الخطط المستقبلية وتنسيق العمل فيما بين الجبل ودمشق، للوقوف معاً في جبهة واحدة ضد المستعمر. وقد تألف الوفد الدمشقي من: أسعد البكري، توفيق الحلبي، زكي الدروبي، ووصل إلى منزل فضل الله هنيدي في قرية المجدل.
في 3 تموز عام 1925 م قامت مظاهرة في السويداء، تنادي بسقوط كاربيه، وطالب المتظاهرون المجلس النيابي بإقرار عزل كاربيه، وكان المجلس منعقداً في تلك الأثناء برئاسة فارس سعيد الأطرش. فجاءهم خبر بأن المجلس أقر عودة كاربيه بالأكثرية، وأن المعارضة فيه، وعلى رأسها فضل الله هنيدي، لم تتمكن من الحؤول دون اتخاذ هذا القرار.
وكان فضل الله هنيدي ممن يثق بهم سلطان الأطرش، من أعضاء المجلس النيابي، ويقدر فيهم إخلاصهم وحسهم الوطني الصادق.
في فترة الإعداد للثورة ضد الفرنسيين، كان ممن يمهدون لها، ويقومون بتحريض المجتمع وتوعيته ودعوته إلى النهوض إلى الحرب وطرد المستعمر من البلاد. وحينما نشبت الثورة عام 1925 م كان في مقدمة الثوار.
شارك في مواجهة حملة الجنرال ميشو من 31 تموز حتى 3 آب سنة 1925 م.
في 31 تموز سنة 1925 م وقعت معركة بصر الحرير. وكان فضل الله هنيدي على رأس المجاهدين الذين انقضوا على مؤخرة الجيش الفرنسي. وكان النصر فيها إلى جانب الثوار.
في معركة تل الخروف التي وقعت في 1 آب سنة 1925 م. أبلى فضل الله هنيدي بلاء مذكوراً. وخسر فيها الثوار خسائر كبيرة.
في معركة المزرعة الشهيرة، التي وقعت في 2 – 3 آب سنة 1925م. تم دحر الجيش الفرنسي، وأحرز الثوار نصراً عظيماً. وكان فضل الله هنيدي ممن قام ببطولة خارقة. وقد أصيب فيها إصابة بالغة. وذكره سلطان الأطرش ممن ذكر من أبطال معركة المزرعة.
في اجتماع المجيمر الثاني الذي عقده الثوار بقيادة سلطان الأطرش في 15 آب سنة 1925م, انتدب فضل الله هنيدي عضواً في لجنة دراسة الشروط التي قدمها الكابتن رينو باسم الجنرال سراي. وكانت هذه اللجنة مؤلفة من: سليمان عبدي الأطرش، هايل عامر، فضل الله هنيدي، محمد عز الدين، سليمان نصار.
في 24 آب سنة 1925م كان أحد فرسان الجبل الزاحفين لتحرير دمشق، واشترك في معركة العادلية، التي خسر فيها الثوار.
في أوائل شهر أيلول عام 1925م تم تعيينه ركناً من أركان الثورة السورية الكبرى، من قبل القوى الوطنية السورية، وذلك في مؤتمر ريمة اللحف.
قبيل معركة المسيفرة، حينما علمت قيادة الثورة بأن القيادة الفرنسية أخذت تحشد قواتها في خربة غزالة والمسيفرة، استعداداً لشن هجوم على الجبل. أرسلت قوتين استطلاعيتين لجمع المعلومات عن تلك القوات ومراكز تجمعها في مناطق حوران:
الأولى: بقيادة صياح الحمود الأطرش، على خط: خربا، أم ولد، المسيفرة, الجيزة.
والثانية: بقيادة فضل الله هنيدي، اتجهت إلى قرى: صما، علما, خربة غزالة. وقد جرت بعض الاشتباكات بينها وبين المخافر الفرنسية الأمامية وبعض الدوريات.
في 17 أيلول سنة 1925م اشترك في معركة المسيفرة، وأصيب فيها.
قالت لانكا بوكوفا: (كانت معركة المسيفرة متميزة بمدتها 24 ساعة، متميزة بديمومتها وباستبسال وضراوة المقاتلين. وحسب المصادر الفرنسية، ثلاثة آلاف مقاتل شاركوا في المعركة من الجانب الدرزي ).
كان محمد سلامة النبواني من قرية أم الرمان في الرابعة والثمانين حينما سار مع أهالي قريته إلى المسيفرة مسافة 60 كم سيرا ً على قدميه، وقد دخل إليها مع من دخل، وأصيب بشظية في جبينه أخرجت عينيه من محجريهما وتدلت إحداهما إلى خده والأخرى إلى لحيته، فقطع ما تعلقتا به من خيوط عصبية وألقاهما، وبقي حيا ً إلى أن توفي سنة 1947م .
اشترك فضل الله هنيدي في معارك السويداء الأولى من 24 – 26 أيلول سنة 1925م إبان التصدي لحملة الجنرال غاملان، التي تمكنت من فك الحصار عن قلعة السويداء، وتحرير خمسمائة من الفرنسيين الذين مضى على حصارهم فيها أكثر من شهرين .
شارك في معارك التصدي لحملة الجنرال غاملان، التي حاول فيها احتلال السويداء من 2-9 تشرين الأول سنة 1925م حيث دارت معارك عديدة في قرى وأماكن مختلفة مثل: المجيمر، عرى, رساس، كناكر, الثعلة، تل الحديد، المزرعة. انتهت بدحر القوات الفرنسية وعودتها إلى درعا وقرى حوران. وقد أصيب فضل الله هنيدي في معركة تل الحديد. وذكره سلطان الأطرش ممن استبسلوا في معركة رساس .
وذكر منير الريس أن معركة رساس دامت يوماً كاملاً, وكان فضل الله هنيدي أحد الأبطال الذين ذكرهم في هذه المعركة بقوله:
( وكان لاشتراك عدد كبير من الزعماء والقادة، في معركة هذا اليوم، أثرها القوي على حماسة الفرسان الذين كانوا يواكبون أجنحتها، ويصلونها ناراً من بنادقهم، وعلى رأسهم: زيد الأطرش شقيق سلطان، وفضل الله الأطرش، وفضل الله هنيدي، وحمد عامر، وصياح الحمود الأطرش، ومحمد عز الدين الحلبي، وفؤاد سليم وغيرهم ).
وتحدث حنا أبي راشد عن خطط الدروز وخدعهم الحربية، وكيف كانوا يوقعون بالقطار الذي ينقل القوات والعتاد والمؤمن الفرنسية من دمشق إلى مراكزه في حوران:
( انقسم الدروز في أوائل تشرين الأول عام 1925م إلى فرقتين: فرقة مكثت في جانب القطار الذي ينقل الجيش من دمشق إلى أزرع . وبعد أن وصل القطار إلى قرب الفرقة الثانية المرابطة في جهة أزرع، وقف بسبب الأحجار المتراكمة على الخط الحديدي، فرجع حالاً إلى الوراء خوفاً من الكمين الذي تأكد وجوده. لكنه لم يرجع ثلاث كيلومترات حتى اصطدم بأحجار ثانية على الخط، أي بعد مرور القطار، كانت الفرقة الثانية قد نفذت خطتها. وتلك اللعبة الشيطانية قد ربحت الدروز جميع الذخائر الموجودة في القطار .
وبهذه المناسبة قال حمزة درويش: الذي يقوم بهذه الخطط الحربية، هل يكون جاهلاً, كما دعانا الكابتن كاربيه، بأنه جاء ليهذبنا ؟!.
احكموا يا قوم، ألا يحق لنا أن نعيش أحراراً في عقر دارنا، ومسقط رأسنا ؟!....
ولم ينه كلامه، حتى قال فضل الله باشا هنيدي:
الدهر دولاب، فيوم لك، ويوم عليك. فاليوم الذي كان لكاربيه، كان فيه مهذباً لنا طبعاً, أما اليوم فأظن بأننا نحن نهذبه، بقوة سواعدنا ومواضي سيوفنا .
فضحك سلطان باشا الأطرش وقال: أعطوا ما لقيصر لقيصر وما لله لله) .
عام 1926م انعقد مؤتمر شقا من قبل الثوار، فانتخب عضواً في المجلس الوطني، في اللجنة الممثلة للمجدل .
في مؤتمر بوسان الذي عقده الثوار برئاسة سلطان الأطرش سنة 1926م, عهد إليه قيادة المنطقة الغربية .
في أوائل نيسان عام 1926م.كان مقر قيادة الثورة في قرية جدل، وشارك فضل الله هنيدي في معركة بقع جمرة، برفقة كل من سلطان الأطرش، الأمير عادل أرسلان، علي عبيد، صياح الأطرش، محمود كيوان، وغيرهم . وكان ممن أيد اقتراح الأمير عادل بعدم اشتراك القائد العام للثورة بهذه المعركة. التي وقعت في 11 نيسان . قال سلطان الأطرش:
( ... وقد حاول الأمير عادل أن يثنيني عن الركوب في تلك اللحظة... وقد وافقه على ذلك من كان حاضراً... من الإخوان، وهم: فضل الله هنيدي، شاهين المحيثاوي، ومحمود كيوان ).
وكانت هذه المعركة ضد الفرنسيين والمرتزقة من بدو اللجاه وبعض جيرانهم، حيث تعرضوا لعشرة آلاف نازح من وادي التيم، كانوا قاصدين جبل الدروز . وقد تمت هزيمة الأعداء على يد الثوار بقيادة سلطان الأطرش .
اشترك في معارك السويداء الثانية من 23-26 نيسان عام 1926م, التي انتهت بسقوط السويداء على يد الجنرال أندريا، بعد مذبحة تحدث عنها لوتسكي وعن صمود الثوار بقوله:
(... انتظر الثوار العدو عند مشارف السويداء، فاحتشدت قوات الدروز كلها هناك وحفرت الخنادق، ونُصب المدفع الوحيد الموجود لديها. وتخلى الدروز هذه المرة عن تكتيكهم المعتاد، وقرروا للمرة الأولى خوض معركة دفاعية، فانقض الفرنسيون عليهم بكل ما لديهم من قوة مجهزة بأحدث المعدات الحربية، وتحولت المعركة إلى مجزرة. وصمد الدروز بشجاعة، وذلك باعتراف الأعداء أنفسهم. فقد أشار اندريا إلى: «القدرة الخارقة التي تلهم هذا الشعب الذي بالرغم من هزيمته وتكبده خسائر فادحة، لم تراوده فكرة إلقاء السلاح، بل على العكس، تابع القتال يحدوه الأمل بالنصر النهائي». لكن ورغم المقاومة البطولية التي أبداها الدروز، تمكن الفرنسيون من اقتحام السويداء ).
إن فضل الله هنيدي أقسم في اجتماع تم عقده في قرية أبو زريق، بأن يترصد كل شخص من آل هنيدي تخوله نفسه للاستسلام للفرنسيين، فيعاقبه بسلب أملاكه، ونهب وحرق داره، وإعدام كل من يستسلم .
في شهر أيار عام 1926م قام بشن هجمات على حملة أندريا المؤلفة من 10 آلاف جندي، حينما انطلقت من السويداء إلى شهبا، مارة بقرى: عتيل، وسليم, ثم عادت عن طريق قرى: بريكة، كفر اللحف، المجدل, المزرعة.
قال أندريا:
( في المجدل التي ستمر فيها الحملة إبان الليل، استسلم الوجهاء والفلاحون، مخالفين شيخهم فضل الله هنيدي، الذي كان يشغل وظيفة كبيرة في عدلية دمشق، ويرأس اليوم عصابة. وهذا الشيخ عضو في اللجنة السورية الفلسطينية ).
نسف الفرنسيون داره في المجدل بالديناميت عام 1926م, التي وصفها أندريا بالقلعة الإقطاعية. وقد ذكر سلامة عبيد أن الفرنسيين هددوه بهدمها حينما كان معتصماً باللجاه، لكنه لم يرضخ:
( أما القائد فضل الله هنيدي الذي اعتصم باللجاه، رغم التهديد بهدم داره في المجدل ومن ثم تنفيذ هذا التهديد، فقد ظل يناضل إلى جانب رفاقه حتى استشهد ).
اشترك في معركة نجران عام 1926م . وكانت معركة عنيفة. وفي حديثه عن حملة أندريا وحرب اللجاه عام 1926م يقول علي عبيد:
( وقد اشتبكت هذه الحملة في اليوم الرابع من الشهر نفسه في معركة مع الثوار بالقرب من نجران، وفي الخامس منه دخلت بلدة عريقة، وفي اليوم العاشر، دخلت للمرة الثانية بلدة شهبا...وتقدمت هذه الحملة في الأسبوع الأخير من الشهر ذاته إلى لاهثة وذكير وخلخلة، ثم عادت إلى شهبا بعد أن تعرضت لمقاومة شديدة في تقدمها ورجوعها ).
قال أندريا: (علينا ألا ننسى أن الفلاحين الجاهلين، يصعب عليهم الوقوف في وجهي الشيخين القادرين، اللذين يحركان ساعة يشاءان المقرن الشمالي، وهما: فضل الله باشا هنيدي من المجدل، ومحمد عز الدين الحلبي من وادي اللوى ).
أشاع الفرنسيون خبر موته، قبل استشهاده، لأجل تثبيط معنويات ثوار اللجاه . وقد كانوا يلقون المناشير التي تحمل هذا النبأ بواسطة مواسير من الطائرات .

## مقتله
قتل في المعركة في 4 أغسطس سنة 1926م في معركة قلاع الجف بين قريتي: السجن ونجران في اللجاه، إذ أصيب في رأسه برصاصة من رشاش طائرة، بينما كان يرصد المعركة بمنظاره.

## قالوا عنه
قال أدهم الجندي: (اشترك في معركة مع الفرنسيين أمام نجران، وقد تغلب عليهم، وبينما كان يراقب حركات الجيش، كانت الطائرات فوقه، فوجه منظاره إليها، فأصابته رصاصة من رشاش الطائرة خرقت دماغه وخرجت من عينه، وقام الدكتور خالد الخطيب بإسعافه ولكن القدر تغلب على كل شيء .
كان من أركان الثورة، وبطلاً مقداماً, صبوراً على المكاره، ذا بأس، ويعود إليه الفضل في الدفاع والمقاومة في الأيام الأولى التي جرت في: نجران، عاهرة «عريقة», مجادل، أم الزيتون ).
وذكر حفيده فضل الله داود هنيدي: أن الثوار أخلوا جده، بعد إصابته، من قلاع الجف إلى قرية ريمة اللحف، ثم إلى قرية جديّة، ثم إلى قرية صميد. وكان الثوار الذين نقلوه قد أوكلوا أمر رعايته إلى المجاهدة بستان شلغين، وقفلوا للالتحاق بالمعركة. وحينما فاضت روحه هناك لم تجد بستان حولها سوى أخيها الصغير محمد شلغين، فانتخت فوق رأس الشهيد ونخت أخاها، وقاما بعملية دفنه في بلدتهما صميد .
قال سلطان الأطرش: (فقدنا باستشهاده أعز صديق وأوفى رفيق على طريق النضال منذ أيام الثورة العربية الكبرى ).
و قد عده الدكتور الشهبندر، من فحول الثورة .
و قال السفرجلاني: (هو من بني معروف الأشاوس ... كان باسلاً في وثباته، عظيماً في حملاته، كبيراً إذا انقض على أعدائه. جمع بين المزايا الحسان جميعاً ).
وقال فارس سلامة النجم الأطرش:
خلفة هزيمة يا ذرا كل خيفانْ
شفنا افعالك ماضيه بالمطاليبْ